# Trachyuropoda céltica
Trachyuropoda céltica es una especie de arácnido del orden Mesostigmata de la familia Trachyuropodidae.

## Distribución geográfica
Se encuentra en la Isla de Lambay (República de Irlanda).